# Virunurme
Virunurme – wieś w Estonii, w prowincji Virumaa Wschodnia, w gminie Maidla.